# Le Cauchemar de Darwin
Pour plus de détails, voir Fiche technique et Distribution.
Le Cauchemar de Darwin (Titre original en anglais : Darwin's Nightmare) est un documentaire réalisé par le cinéaste autrichien Hubert Sauper, sorti en 2004 et en salles en France le 2 mars 2005. Tourné en langue Anglaise, avec des passages en Swahili et Russe, il est le fruit d'une coproduction internationale. 
Ce film a rencontré un grand succès dans nombre de festivals de films en Europe et est sélectionné pour l'Oscar du meilleur film documentaire en 2006. Le propos général du documentaire, et en particulier ses suggestions que Mwanza en Tanzanie servait de plaque tournante au trafic d'armes et que des carcasses de poissons pêchés dans le lac Victoria étaient mangées par la population locale, ont généré une polémique après la sortie du film dont il ressortit que le film présentait certains éléments hors contexte.

## Thématique du documentaire
Le documentaire prend pour argument de départ les trafics autour de l'aéroport de Mwanza, en Tanzanie, sur les bords du lac Victoria, mais, selon Hubert Sauper, ce n'est pas un film sur le lac Victoria, et encore moins sur un poisson, mais un film contre la mondialisation et ses conséquences.
Un poisson introduit dans les années 1960, la perche du Nil (Lates niloticus) a remplacé les deux tiers des 300 espèces connues de cichlidés, des poissons endémiques (entraînant une modification du biotope et l'extinction de nombreuses espèces) et son commerce, devenu florissant, alimente depuis près de vingt ans les tables et les restaurants des pays du Nord, avec des exportations qui peuvent dépasser 500 tonnes de filets de poissons par jour. La perche est préparée sur place dans des usines financées aussi par des organisations internationales et 40 % de la production reste pour nourrir la population locale, en lieu et place des petits poissons locaux plus faciles à conserver. Autour de cette exportation massive se développent tous les trafics liés à une urbanisation intense et brutale (usines de traitement) : prostitution, sida, violences diverses. L'auteur suggère que les avions cargo (russes ou ukrainiens) ne reviennent pas à vide et alimentent le trafic d'armes à destination de la région des Grands Lacs. L'affiche du film souligne cette hypothèse en figurant la silhouette d'une kalachnikov avec une arête de poisson.

## Production
Le Cauchemar de Darwin est un documentaire du cinéaste autrichien Hubert Sauper, tourné en anglais sur six mois, de 2001 à 2004. C'est une coproduction internationale belge, autrichienne et française, soutenue par la chaîne franco-allemande Arte et la WDR.

## Fiche technique
- Collaborateur artistique, Assistant réalisateur : Sandor Rieder, Nick Flynn
- Chef opérateur : Hubert Sauper
- Ingénieur du son : Cosmas Antoniadis
- Monteur : Denise Vindevogel
- Monteur son : Veronika Hlavatsch.
- Producteurs :
  - Édouard Mauriat
  - Antonin Svoboda
  - Martin Gschlacht
  - Hubert Toint
  - Hubert Sauper.
- Produit par les sociétés :
  - Mille et une productions, Paris (Producteur délégué[3])
  - Coop99 Film Produktion, Vienne (Autriche)
  - Saga Film, Bruxelles.
- En collaboration avec :
  - ARTE (France et Allemagne) et WDR (Allemagne) (Éditeur Sabine Rollberg) ainsi que VPRO Amsterdam, SVT Stockholm, YLE2 Helsinki.
- Avec le soutien de : Centre national de la cinématographie (CNC) - France -- Vienna Film Fund (FFW) - Autriche -- Centre du Cinéma et de l'Audiovisuel de la Communauté Française de Belgique et les télédistributeurs wallons - Belgique ainsi que le soutien du Comité pour l'annulation de la dette du tiers monde (CADTM[4]) qui anime des débats autour du film.
- Distribution : Ad Vitam, avec le soutien de l’Association française des cinémas d'art et d'essai.
- Dates de sortie : 
  - 1er septembre 2004 : Présentation à la Mostra de Venise 2004
  - 11 septembre 2004 : Présentation au festival international du film de Toronto
  - 2 novembre 2004 : Présentation au festival du film de Londres
  - 1er décembre 2004 : Présentation au Festival Entrevues de Belfort
  - Autriche : 21 janvier 2005
  - 27 janvier 2005 : Présentation au festival Premiers Plans d'Angers
  - France : 2 mars 2005
  - Belgique : 23 mars 2005
  - Suisse : 23 mars 2005
  - Suède : 18 novembre 2005

## Distinctions

### Récompenses
- Prix du cinéma européen 2004 : meilleur film documentaire européen
- Mostra de Venise 2004 : Label Europa Cinemas (sélection Venice Days[5])

- Festival du film de l’environnement de Paris 2004 : Grand prix documentaire
- Festival Entrevues de Belfort 2004 : Prix du public
- Festival international du film de Copenhague 2004 : Grand prix du meilleur film
- Festival des films du monde de Montréal 2004 : meilleur documentaire
- Festival Premiers Plans d'Angers 2005 : Grand prix du jury
- César du cinéma 2006 : meilleur premier film[6]

### Nominations et sélections
- Festival international du film de Toronto 2004
- Festival international du film de Saint-Sébastien 2004[7]
- Oscars 2006 : meilleur documentaire[8]

## Polémique
Le Cauchemar de Darwin a fait l'objet d'un vif débat quant à sa véracité, d'abord dans un article de Libération du 18 février 2006, puis dans une contre-enquête publiée par Le Monde quelques jours plus tard. Dans cette dernière, Jean-Philippe Rémy écrit : « Les évidences visuelles sont parfois trompeuses. Des tonnes de "pankis", comme on nomme ces carcasses de perche, sont bien fabriquées sur les tréteaux du site de Nyamhongolo, à une dizaine de kilomètres de Mwanza, par des malheureux qui se souviennent du passage du "Blanc avec sa caméra" et le miment en train de les filmer. Seulement ces "pankis", contrairement à ce que suggère le film, ne sont pas destinés à la consommation humaine, mais à celle des poulets et des porcs. D'autres restes de poisson, un peu plus loin, sont bien destinés aux hommes. Ces morceaux plus que modestes, qui trouvent preneur dans toute la Tanzanie, sont quant à eux soigneusement lavés, puis fumés ou frits. »
Selon une source de l'agence IPS datant de 2009, la consommation de carcasses de poisson motivée par la pauvreté existerait en Afrique de l'Est et pas seulement en Tanzanie.
Ce qui sépare la réalité du film relève-t-il d'une erreur, d'une inexactitude ou d'une supercherie ? La question a de l'importance, alors que le film d'Hubert Sauper, après avoir rencontré un succès considérable auprès du public, remporté de nombreuses récompenses et fut même en compétition pour les Oscars fait l'objet d'une polémique, après la publication d'un article de la revue Les Temps modernes  signé François Garçon, contestant le sérieux des faits présentés. Dans une réponse au Monde, Hubert Sauper déclara qu'il n'avait pas à se justifier et que « le scandale dont parle mon film n'[était] pas celui du lac Victoria ».
Lors de l'émission Arrêt sur images du 30 avril 2006, la question de la véracité du trafic d'armes, qui n'est pas avéré, est posée. Les armes qui ont été saisies sur l'aéroport de Mwanza l'ont été à la suite d'un problème technique sur un Antonov An-12 qui aurait dû atterrir en Tanzanie. Les 35 tonnes d'armes provenaient de Tel Aviv et allaient en Ouganda. L'historien François Garçon s'est intéressé au film car celui-ci ne montre pas les images des armes du supposé trafic. Il reproche aussi le biais altermondialiste du film (interview radio sur France Inter le 24 avril 2006) et publie un livre sur le documentaire. Le 21 janvier 2007, lors d'une émission de RFI animée par Benoît Ruelle, François Garçon réitère ses déclarations contre le film. Hubert Sauper décide d’entamer une procédure judiciaire pour diffamation en janvier 2008. L'historien est condamné en première instance, le 22 février, à 500 euros d'amende avec sursis par le tribunal correctionnel de Paris pour diffamation envers Hubert Sauper, pour avoir affirmé que le réalisateur aurait payé des enfants pour « jouer et rejouer des scènes ». Le tribunal estime toutefois que les autres propos de l'historien n'ont pas « dépassé les limites admissibles du droit de critique », notamment quand il qualifiait de « procédé d'une incroyable malhonnêteté » l'affirmation d'un lien entre l'abandon des enfants autour du lac et le commerce de la perche, quand il nie la réalité du commerce des armes et la destination des carcasses de poisson à l'alimentation humaine,. François Garçon fait appel de la décision et perd. La cour d'appel dit dans son verdict rendu le 11 mars 2009 que l'accusation de manipulation des enfants était diffamatoire sans que les exceptions d'établissement de la vérité des faits allégués et de bonne foi puissent jouer. Elle confirme que François Garçon ne disposait « manifestement pas d'une base factuelle suffisante pour formuler à l'encontre du réalisateur une telle accusation de manipulation des enfants et de tromperie sur la réalité des situations qu'il a filmées ». Sur la bonne foi, François Garçon, qui est professeur, aurait dû disposer d'une base factuelle suffisante et tenir compte de la nature de l'œuvre de Hubert Sauper, qui n'est pas un documentaire didactique mais un documentaire de création,,.

### Sources et bibliographie
- François Garçon, « Le cauchemar de Darwin : allégorie ou mystification ? », Les Temps modernes, no 635-636, 2006, p. 353-379.
- François Garçon, Enquête sur le cauchemar de Darwin, Paris : Flammarion, 2006. 265 p.  (ISBN 978-2-08-210579-8)
- Frédéric Giraut, « Révélations et impasses d’une approche radicale de la mondialisation », EspacesTemps.net, Actuel, 18 juillet 2007. [lire en ligne]
- Christian Lévêque, Didier Paugy, « Le paradoxe de Darwin », La Recherche, 2006, no 402, p. 48-51.
- Olivier Barlet, « Les ambiguïtés du Cauchemar de Darwin », sur africultures.com, Africultures, 31 mars 2006 (consulté le 12 juin 2018).
- Michael Wambi, « Même les têtes de poissons sont maintenant inabordables », sur ipsinternational.org, Agence Inter Press Service (IPS), 2009 (consulté le 12 juin 2018).
- Mathilde Blottière, « Hubert Sauper, la fin du cauchemar (de Darwin) ? », sur telerama.fr, Télérama, 25 mars 2009 (consulté le 12 juin 2018).
- Zoé Lamazou, « Cauchemar de Darwin : le Garçon paie l'addition », sur bakchich.herokuapp.com, Bakchich, 10 avril 2009 (consulté le 12 juin 2018).
- Lætitia Bianchi et Sylvain Prudhomme, « Une Afrique éblouissante, ça n'intéresse personne : Entretien avec François Garçon réalisé à Paris le mercredi 23 juin 2010 », Le Tigre, nos 11-12,‎ juillet-août 2010, p. 3-4 (ISSN 1778-9796, lire en ligne, consulté le 12 juin 2018).

### Films sur des thèmes similaires
- Genèse d'un repas (1978), de Luc Moullet, Sur la production des bananes et du thon en boite, en Équateur, au Sénégal et en Bretagne,
- Ananas (1984) d'Amos Gitaï, dénonçant un problème similaire pour la production de l'ananas, d'abord à Hawaii, puis aux Philippines,
- L'Eldorado de plastique (2001) d'Arlette Girardot, dénonçant l'exploitation de main d'œuvre immigrée dans les serres du Sud de l'Espagne pour la production sous serres de fruits et légumes alimentant l'Europe,
- Black Gold (2006), sur la production du café en Éthiopie, le marché international et le rôle des multinationales [lire en ligne]
- La Fièvre de l'Or (2008) d'Olivier Weber, sur la déforestation et les conséquences de la mondialisation sur la destruction de l'Amazonie et des cultures amérindiennes.